# Modus relativus
Der Modus relativus (auch (Re-)Narrativ) ist ein spezieller Verbmodus im Ostbaltischen, im Bulgarischen und Mazedonischen sowie im Türkischen, der der Wiedergabe von indirekter Rede oder Vermutungen dient und somit in etwa dem Konjunktiv I im Deutschen entspricht. Er wird mit infiniten Verbformen (meist Partizipien) ausgedrückt. Von periphrastischen Tempora unterscheidet er sich im Litauischen durch das Fehlen des Hilfsverbs (jis buvęs namie „er sei daheim gewesen“ vs. jis yra buvęs namie „er ist daheim gewesen“; im Passiv čia kuršių gyventa „hier hätten Kuren gelebt“ vs. čia buvo kuršių gyventa „hier lebten Kuren“).
Wenn sich sowohl das Hauptverb wie die infinite Form auf ein Agens (Träger der Handlung) beziehen, verwendet man ein aktives Partizip (z. B. jis sako buvęs namie „er sagt, dass er daheim gewesen sei“), sonst ein Quasipartizip, dessen Agens dann im Akkusativ steht (z. B. jis sako tevą buvus namie „er sagt, dass der Vater daheim gewesen sei“).
Im Altkirchenslawischen (AKS) gibt es hierzu die Konstruktion Dativus cum infinitivo; sonst gibt es diesen Modus nur im Mazedonischen, Bulgarischen und vermutlich im Altnowgoroder Dialekt.
Beispiele:
- AKS: Садукеи глаголѭтъ не быти въскрьсенью („Die Sadduzäer sagen, es gebe keine Auferstehung“)
- mak.: Тој беше во Солун („Er war in Solun“) vs. Тој бил во Солун („Er sei in Solun gewesen“)
- bulg.: Чете (Er hat gelesen) vs. Чел („Er habe gelesen“)
- türk.: Arkadaşım pazara gitti („mein Freund/meine Freundin ist auf den Markt gegangen“) vs. Arkadaşım pazara gitmiş („mein Freund/meine Freundin ist wohl auf den Markt gegangen“ (scheint gegangen zu sein; er/sie sei gegangen))